# Branko Bošković
Branko Bošković (cyr. Бранко Бошковић, ur. 21 czerwca 1980 w Bačkiej Topoli) – czarnogórski piłkarz grający na pozycji lewego pomocnika.

## Kariera klubowa
Bošković urodził się w Bačkiej Topoli, mieście leżącym w krainie Wojwodina. Piłkarską karierę rozpoczynał w czarnogórskim klubie Mogren Budva, z którym grał w pierwszej lidze. W 1998 roku po roku gry w tym klubie awansował do pierwszej ligi i przez rundę jesienną sezonu 1998/1999 występował w barwach Mogren w ekstraklasie, a na wiosnę został kupiony przez Crveną Zvezdę Belgrad, jeden z najbardziej utytułowanych klubów w kraju. Przez 4,5 sezonu spędzone w Belgradzie dwukrotnie pomógł zespołowi w wywalczeniu mistrzostwa Serbii i Czarnogóry w latach 2000 i 2001 oraz trzykrotnie w zdobyciu Pucharu Serbii i Czarnogóry w 1999, 2000 i 2002 roku. Grał także z Crveną Zvezdą w europejskich pucharach, a najbardziej został zapamiętany podczas dwumeczu z S.S. Lazio w Pucharze UEFA w edycji 2002/2003, gdy zdobył gola.
Latem 2003 za 6 milionów euro Bošković przeszedł do Paris Saint-Germain. W Ligue 1 zadebiutował 30 sierpnia w przegranym 2:3 meczu z Montpellier HSC. W paryskiej drużynie Branko nie zdołał wywalczyć miejsca w podstawowym składzie. Strzelając 3 gole w 24 meczach przyczynił się do wywalczenia wicemistrzostwa Francji. Natomiast w sezonie 2004/2005 zagrał zaledwie w 12 ligowych meczach i w 4 jako rezerwowy w Lidze Mistrzów. Na sezon 2005/2006 Bošković został wypożyczony do Troyes AC, w którym nie odzyskał formy.
Latem 2006 Branko wrócił do Paryża, jednak rozwiązał swój kontrakt z PSG i przez pół roku pozostawał bez przynależności klubowej. W styczniu 2007 podpisał kontrakt z austriackim Rapidem Wiedeń. Zadebiutował w nim 24 lutego w wygranym 2:1 meczu z SC Rheindorf Altach. W całym sezonie zdobył 2 gole i zajął 4. miejsce w lidze. Z kolei w sezonie 2007/2008 wywalczył z Rapidem mistrzostwo Austrii. W latach 2010–2012 grał w DC United, a w latach 2012–2014 ponownie w Rapidzie.
| Sezon   | Klub                | Kraj                | Rozgrywki                            | Mecze | Bramki |
| ------- | ------------------- | ------------------- | ------------------------------------ | ----- | ------ |
| 1997/98 | Mogren Budva        | Jugosławia          | 1. liga                              | 22    | 8      |
| 1998/99 | Mogren Budva        | Jugosławia          | Super liga Srbije                    | 9     | 0      |
| 1998/99 | FK Crvena zvezda    | Jugosławia          | Super liga Srbije                    | 6     | 1      |
| 1999/00 | FK Crvena zvezda    | Jugosławia          | Super liga Srbije                    | 31    | 9      |
| 2000/01 | FK Crvena zvezda    | Jugosławia          | Super liga Srbije                    | 32    | 9      |
| 2001/02 | FK Crvena zvezda    | Jugosławia          | Super liga Srbije                    | 28    | 2      |
| 2002/03 | FK Crvena zvezda    | Serbia i Czarnogóra | Super liga Srbije                    | 24    | 8      |
| 2003/04 | FK Crvena zvezda    | Serbia i Czarnogóra | Super liga Srbije                    | 2     | 1      |
| 2003/04 | Paris Saint-Germain | Francja             | Ligue 1                              | 24    | 3      |
| 2004/05 | Paris Saint-Germain | Francja             | Ligue 1                              | 12    | 0      |
| 2005/06 | Troyes AC           | Francja             | Ligue 1                              | 19    | 0      |
| 2006/07 | Rapid Wiedeń        | Austria             | Bundesliga austriacka w piłce nożnej | 12    | 2      |
| 2007/08 | Rapid Wiedeń        | Austria             | Bundesliga austriacka w piłce nożnej | 34    | 8      |
| 2008/09 | Rapid Wiedeń        | Austria             | Bundesliga austriacka w piłce nożnej | 29    | 6      |
| 2009/10 | Rapid Wiedeń        | Austria             | Bundesliga austriacka w piłce nożnej | 29    | 3      |
| 2010    | D.C. United         | Stany Zjednoczone   | Major League Soccer                  | 13    | 0      |
| 2011    | D.C. United         | Stany Zjednoczone   | Major League Soccer                  | 4     | 0      |
| 2012    | D.C. United         | Stany Zjednoczone   | Major League Soccer                  | 26    | 1      |
| 2012/13 | Rapid Wiedeń        | Austria             | Bundesliga austriacka w piłce nożnej | 10    | 1      |
| 2013/14 | Rapid Wiedeń        | Austria             | Bundesliga austriacka w piłce nożnej | 19    | 3      |

## Kariera reprezentacyjna
W reprezentacji Serbii i Czarnogóry Bošković zadebiutował 27 marca 2002 w przegranym 0:1 towarzyskim meczu z Brazylią. Ogółem w kadrze Serbii i Czarnogóry rozegrał 12 meczów i strzelił 1 gola (w 2003 roku w przegranym 1:2 meczu z Azerbejdżanem, rozegranym w ramach eliminacji do Euro 2004).
Po rozpadzie Serbii i Czarnogóry Bošković zgłosił chęć gry w nowo powstałej reprezentacji Czarnogóry i zadebiutował w niej 25 marca 2007 wygranym 2:1 meczem z Węgrami.